# Cantó de Ribiers
El cantó de Ribiers és un cantó francès del departament dels Alts Alps, situat al districte de Gap. Té 7 municipis i el cap és Ribiers.

## Municipis
- Antonavas
- Barret-sus-Meüja
- Chasteunòu-de-Chabra
- Eüras
- Ribiers
- Sant Peire-Avez
- Salerans

## Història
| Data d'elecció                           | Identitat      | Partit                     | Qualitat |
| ---------------------------------------- | -------------- | -------------------------- | -------- |
| 1964-1979                                | M. Bourg       | PS                         |          |
| 1979-                                    | Albert Moullet | MRG, després Divers droite |          |
| les dades anteriors no són pas conegudes |                |                            |          |
|                                          |                |                            |          |

| 1962 | 1968  | 1975  | 1982  | 1990  | 1999  | 2007  |
| ---- | ----- | ----- | ----- | ----- | ----- | ----- |
| 923  | 1.120 | 1.169 | 1.167 | 1.385 | 1.518 | 1.681 |